# グラディス・ミッチェル
グラディス・ミッチェル（Gladys Maude Winifred Mitchell, 1901年4月19日 - 1983年7月27日）は、イギリスの推理作家。
教師をしながら半世紀以上にわたって小説を書き続けた。その大部分はブラッドリー夫人物の推理小説である。他にノンシリーズの短編、9作の児童小説（内4作はパム・スチュアートという名の少女を中心にしたシリーズ物）を書いた。
また、スティーヴン・ホッカビー (Stephen Hockaby)、マルコム・トリー (Malcolm Torrie）という共に男性名義のペンネームでも長編を発表した。
その多くは奇妙な伝説や遺構が残るイギリス各地の田舎を舞台に、読者にも実相を把握しがたい出来事や犯罪と、やはり把握しがたい種明かしが一様のペースで進行するものである。
少年少女が犯人や被害者を含め、重要な役割を果たす作品が多いことでも知られる。

## 「ブラッドリー夫人」
ブラッドリー夫人はグラディス・ミッチェルが創造した架空の心理学者。
フルネームはビアトリス・アデラ・レストレンジ・ブラッドリー(Mrs. Beatrice Adela Lestrange Bradley)。
2度あるいは3度の結婚歴があり、いずれも死別している。結婚前の姓は不明。レストレンジは最初の夫の姓である。
親族や子孫の数は大変に多く、彼らはしばしば事件に巻き込まれる。自称親族が現れたこともある。
ロンドンに診療所を構える精神分析医で内務省の顧問を務めている。
1956年以降の作品の大部分では受勲してデイム・ビアトリスと呼ばれている。
小柄で黄色い肌色、眼は黒、装いは派手な色合いが常である。
美声の持ち主だが、人を不安にさせる雰囲気を漂わせており、アリゲーター、クロコダイル（クロック夫人というあだ名もある）、ボアコンストリクター、翼竜、怪鳥などにたとえられている。
デビュー作「Speedy Death」で初めて発した科白も"I remember that a friend of my own fainted in the bath some four years ago...She was drowned."という不吉なものだった。
投げナイフ、ダーツ、空気銃、リボルバーなど飛び道具の達者でもある。
趣味の編み物は下手の横好きで得体のしれないオブジェが仕上がる。
書き始めた時点では夫人は探偵役ではなかったという。
1929年から作者死後の1984年まで大人向きの全長編66作、短編7作、1940年放送のラジオドラマ1作に登場。
BBCが"The Mrs Bradley Mysteries（ブラッドリー夫人の名推理）"のタイトルで、長編5作をテレビドラマ化した際にはダイアナ・リグが演じた。
シリーズは英本国では一定の人気を保ち、加えて近年リプリントが相次いだ。
さらに2013年5月にはアマゾン・パブリッシングがレスリー・チャータリスのセイント物49冊とミッチェル作品71冊を電子書籍として随時刊行すると発表した。

## 日本語訳作品
未訳作品については英語版か下記の外部リンクを参照されたい。

### 長編
- 『ウォンドルズ・パーヴァの謎』（The Mystery of a Butcher's Shop (1929)、清野泉訳、河出書房新社） 2007年
- 『ソルトマーシュの殺人』（The Saltmarsh Murders (1932)、宮脇孝雄訳、国書刊行会） 2002年
- 『月が昇るとき』（The Rising of the Moon (1945)、好野理恵訳、晶文社、晶文社ミステリ） 2004年、のち柏艪舎文藝シリーズ 2011年
- 『踊るドルイド』（The Dancing Druids (1948)、堤朝子訳、原書房、ヴィンテージ・ミステリー・シリーズ） 2008年
- 『トム・ブラウンの死体』（Tom Brown's Body (1949)、遠藤慎吾訳、早川書房、ハヤカワポケットミステリ） 1958年
- 『ワトスンの選択』（Watson's Choice (1955)、佐久間野百合訳、長崎出版、海外ミステリGemコレクション） 2008年
- 『タナスグ湖の怪物』（Winking at the Brim (1974)、白須清美訳、論創社、論創海外ミステリ） 2008年

### 短編
- 「百匹の猫の事件」（The Case of the Hundred Cats (1936)、厚木淳訳、東京創元社、『犯罪の中のレディたち』下巻に収録） 1979年
- 「灯台の殺人」（A Light on Murder (1950)、宮脇孝雄訳、『ハヤカワ・ミステリ・マガジン』1994年3月号）
- 「デイジー・ベル」（Daisy Bell (1940)、渡辺育子訳、風濤社、20世紀英国モダニズム小説集成『世を騒がす嘘つき男』に収録） 2014年

いずれもアメリカで2005年に刊行された全短編集“Sleuth's Alchemy”に収録されている。

### エッセイ
- 『よく訊かれる質問 - なぜ、人は推理小説を読むのだろう』（The Most Asked Question: Why Do People Read Detective Stories? (1977)、本吉すみゑ訳、集英社 、『ミステリー雑学読本』に収録） 1982年

### リレー小説
- 『警察官に聞け』（Ask a Policeman (1933)、宇野利泰訳、早川書房、ハヤカワ・ミステリ文庫） 1984年
- 『弔花はご辞退』（No Flowers by Request (1953)、宇野利泰訳、早川書房、、ハヤカワ・ミステリ文庫『殺意の海辺』に収録） 1986年